# Сант'Андреа деле Фрате II (Перуђа)
Сант'Андреа деле Фрате II је насеље у Италији у округу Перуђа, региону Умбрија.
Према процени из 2011. у насељу је живело 264 становника. Насеље се налази на надморској висини од 273 м.